# Federico Hoyos
Federico Hoyos Salazar (Medellín, Antioquia; 30 de noviembre de 1985) es un politólogo y político colombiano.
Hoyos es politólogo y magíster en Gobierno y Políticas Públicas de la Universidad EAFIT; además realizó Estudios Políticos Avanzados en el Phoenix Institute de la Universidad de Notre Dame. En marzo de 2014 fue elegido Representante a la Cámara por el Departamento de Antioquia para el periodo legislativo 2014-2018. Desde noviembre de 2018 fue Embajador de Colombia en Canadá hasta marzo de 2020. Se desempeñó como consejero presidencial de Iván Duque Márquez.

## Biografía
Federico Hoyos se ha desempeñado como docente de marketing político en la Universidad EAFIT y la Universidad Pontificia Bolivariana.  Fue asesor político del actual Alcalde de Medellín, Federico Gutiérrez, cuando éste era Concejal y durante su primera campaña a la alcaldía en el año 2011. Además, ha sido columnista de Portafolio, El Colombiano y El Tiempo.  
En las elecciones legislativas de 2014 fue elegido como Representante a la Cámara por el Departamento de Antioquia con el aval del partido Centro Democrático. Tomó posesión del cargo el 20 de julio de 2014, siendo el segundo congresista más joven para el periodo legislativo 2014-2018. Como Representante, Hoyos perteneció a la Comisión Segunda Constitucional Permanente, encargada de política exterior, seguridad y defensa, comercio exterior e integación económica, entre otros asuntos. 
Durante su paso por el Congreso, Hoyos realizó más de doce debates de control político, sobre temas como la tributación al internet, la competitividad de la economía colombiana, los usos del Fondo de Regalías para la Ciencia, la Tecnología y la Innovación, entre otros. En 2015, el entonces Representante fue una de las primeras voces en Colombia en alertar sobre la posible migración masiva de venezolanos hacia el país, producto de la crisis económica que experimentaba el vecino país; situación que se presentó dos años después. 
Entre su trabajo legislativo se destaca la autoría de tres proyectos de Ley sobre el seguimiento a los Tratados de Libre Comercio suscritos por Colombia, incentivos a los vehículos eléctricos, y promoción de la innovación. El proyecto de Ley sobre el seguimiento a los Tratados de Libre Comercio fue sancionado en septiembre de 2017 como la Ley 1868. Hoyos fue ponente de la Ley por medio de la cual Colombia ratificó el Acuerdo de París.   
Al dejar la Cámara de Representantes, Hoyos escribió el libro digital Sin miedo al cambio, en el cual relata su experiencia como Congresista y ofrece reflexiones sobre los procesos de cambio que vive el mundo de cara a la cuarta revolución industrial.  
Tras dejar la Cámara de Representantes, el 15 de noviembre de 2018 fue nombrado por el presidente Iván Duque Márquez como Embajador de Colombia ante el Gobierno de Canadá. 

## Reconocimientos
Hoyos ha sido condecorado con la Orden al mérito General José María Córdova en el grado “Gran Oficial” y la Medalla Centenario Servicios Distinguidos Simona Duque de Alzate, categoría Comendador. Ambas, distinciones otorgadas por el Ejército Nacional de Colombia.[cita requerida]